# أرميندو أراوجو
أرميندو أراوجو (بالبرتغالية: Armindo Araújo‏) مواليد 1 سبتمبر 1977، هو سائق راليات برتغالي بدأ مسيرته في سنة 2001. كان أول رالي له هو رالي البرتغال 2001. تنافس في بطولة العالم للراليات.

## روابط خارجية
- أرميندو أراوجو على موقع Rallye-info.com (الإنجليزية)
- أرميندو أراوجو على موقع eWRC-results.com (الإنجليزية)